# Île Buss
Pour les articles homonymes, voir Buss.
L'île Buss est une île fantôme.

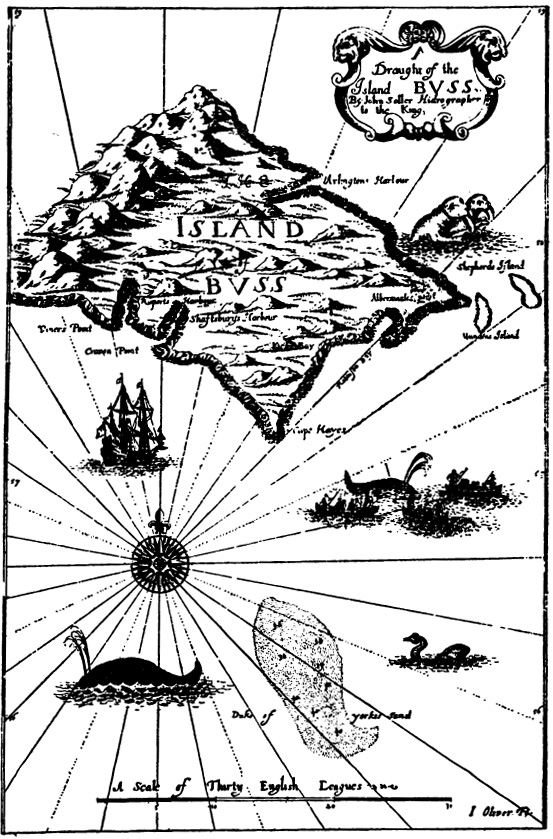
L'île Buss, dans une carte de English Pilot, par John Seller

Elle a été "découverte" durant la troisième expédition de Martin Frobisher en septembre 1578 par des marins qui étaient à bord du navire Emmanuel et a été représentée sur des cartes entre l'Irlande et le mythique Frisland à environ 57° nord. L'île a été nommée d'après le nom du type de vaisseau qu'utilisaient ceux qui l'ont découverte, un "busse". On pense que Frobisher a pris le Groenland pour le Frisland et l'île de Baffin pour le Groenland. Retournant au port l'Emmanuel aurait  fait des erreurs de calcul.